# Zboriv
Zboriv (în ucraineană Зборів) este un sat în comuna Radeanske din raionul Mlîniv, regiunea Rivne, Ucraina.

## Demografie
Componența lingvistică a localității Zboriv
     Ucraineană (100%)
Conform recensământului din 2001, toată populația localității Zboriv era vorbitoare de ucraineană (100%).

## Personalități născute aici
- Milena Rudnîțka (1892 - 1976), activistă.